# Kroonprins(es)
Kroonprins of kroonprinses  is in een erfelijke monarchie de gebruikelijke benaming voor de rechtmatige troonopvolger: het is diegene die vanwege zijn/haar geboorte in aanmerking komt om de monarch op te volgen. Traditioneel was dat de oudste zoon van de monarch. In landen waar ook vrouwen de troon konden bestijgen kon bij het ontbreken van zoons de oudste dochter kroonprinses zijn. In de 21e eeuw is in de meeste Europese monarchieën het absolute eerstgeboorterecht ingevoerd wat inhoudt dat het oudste kind (dochter óf zoon) de kroonprins(es) is. Als deze voortijdig overlijdt en zelf kinderen heeft, is haar/zijn oudste kind de rechtmatige troonopvolger en wordt kroonprins(es) genoemd. 
De benaming "kroonprins" werd vroeger officieel vooral gebruikt in de Duitse keizer- en koninkrijken. In andere koninkrijken kregen de rechtmatige troonopvolgers automatisch een bijzondere titel. In een groothertogdom als Luxemburg wordt de rechtmatige troonopvolger meestal 'erfgroothertog' genoemd.  In een vorstendom is dat een 'erfprins'. 
Heeft de monarch geen (of nog geen) nakomelingen en komt een broer/zuster of neef/nicht in aanmerking voor de opvolging, dan spreekt men van een 'vermoedelijke troonopvolger'. Deze behoudt deze positie enkel tot er eventueel een rechtmatige troonopvolger geboren wordt. Zo'n vermoedelijke troonopvolger wordt meestal niet als kroonprins aangeduid, hoewel er in de media soms de neiging bestaat om dit ook te doen. Koning Albert II van België was bijvoorbeeld als broer van zijn kinderloze voorganger Boudewijn een beoogd troonopvolger. Hij werd meestal geen kroonprins genoemd. 
De benaming 'kroonprinses' kan zowel slaan op een rechtmatige troonopvolger als op de echtgenote van een kroonprins.

## Titel
Titels van de kroonprins in enkele nog bestaande koninkrijken.
- België: Hertog(in) van Brabant
- Verenigd Koninkrijk: Prins van Wales, Hertog van Cornwall (in Engeland), Hertog van Rothesay (in Schotland)
- Nederland: Prins(es) van Oranje
- Spanje: Prins(es) van Asturië

In Frankrijk kreeg de rechtmatige troonopvolger de bijzondere titel van dauphin, een benaming die nu in het Frans synoniem is van kroonprins. 
In het voormalige Koninkrijk Italië droegen de rechtmatige troonopvolgers afwisselend de titel "prins van Piëmont" en "prins van Napels". Deze laatste titel werd nog altijd gedragen door Victor Emanuel van Savoye (1937-2024), de zoon van de laatste koning van Italië. 
In het Heilige Roomse Rijk werd de opvolger van een keurvorst met "keurprins" of "Kurprinz" aangeduid.